# Американець у Парижі (п'єса)
Американець у Парижі (англ. An American in Paris) — оркестрова п'єса Джорджа Гершвіна, створена під впливом джазу і вперше виконана 1928 року. Має властивості як сюїти, так і симфонічної поеми. Вона була натхнена часом, проведеним Гершвіном у Парижі, та передає враження від визначних пам'яток та енергії французької столиці 1920-х років.

## Історія створення
Після успіху, який справила Rhapsody in Blue у 1924 році, Волтер Дамрош попросив Джорджа Гершвіна написати для нього повний концертний цикл. Композитор написав п'єсу для симфонічного оркестру, де стандартний склад був доповнений челестою, саксофонами та автомобільними ріжками паризького таксі, привезеними до Нью-Йорка навмисно для прем'єри, що відбулася 13 грудня 1928 року в Карнегі-холі, де Дамрош диригував Нью-Йоркським філармонійним оркестром. Гершвін завершив оркестрування 18 листопада 1928 року, менш як за чотири тижні до прем'єри твору. Одночасно він співпрацював з критиком та композитором Дімсом Тейлором над оригінальними анотаціями програми.
Існує також альтернативна версія, цитована Чарльзом Шварцем у монографії «George Gershwin: His Life and Music», яка більше нагадує апокриф. За цією версією, у 1926 році  Гершвін, натхнений творчістю Моріса Равеля, відправився у першу поїздку до Парижу, щоб вчитися композиції у Равеля. Після того, як  перше прослуховування  Равелем творів Гершвіна перетворилося на обмін музичними теоріями, Равель заявив, що не може його вчити, сказавши: «Навіщо бути другосортним Равелем, якщо можна бути першокласним Гершвіном?»
Гершвін наполегливо рекомендував Равелю приїхати з гастролями до США. По  поверненню з Нью-Йорка, Гершвін залучив  до  клопотів з організації турне друга Равеля, піаніста Роберта Шмітца, з яким Равель познайомився під час війни, щоб той переконав Моріса здійснити концертну поїздку по США. Шмітц був головою продюсерської компанії Pro Musica, яка просувала франко-американські музичні відносини, і зміг запропонувати Равелю гонорар у розмірі 10 000 доларів за концерт. Гершвін розумів, що це  буде  спокусою для Равеля. Зрештою, Джорж запросив Равеля до Нью-Йорка у березні 1928 року на вечірку, влаштовану Івом Готьє на честь дня народження Равеля. Зустріч з Равелем на вечірці розпалила бажання Гершвіна повернутися до Парижа, що він з братом Айрою і здійснив невдовзі.
Висока оцінка Равелем творів Гершвіна у рекомендаційному листі до Надії Буланже змусила Гершвіна серйозно замислитися про те, щоб витратити набагато більше часу на навчання за кордоном у Парижі. Проте, після того, як він зіграв для неї, вона сказала йому, що не може його вчити. Буланже дала Гершвіну практично ту ж пораду, яку вона давала всім своїм досвідченим магістрантам: «Що я можу вам дати, чого ви ще не отримали?» [Архівовано 20 січня 2022 у Wayback Machine.]. Це не спонукало Гершвіна їхати назад до США, оскільки його реальним наміром за кордоном було закінчити нову роботу, засновану на паризькій тематиці, і, можливо, створити наступну за «Rhapsody in Blue» рапсодію для фортепіано з оркестром. Тоді Париж приймав у себе багато письменників-емігрантів, серед яких були: Езра Паунд, Вільям Батлер Єйтс, Ернест Хемінгуей; також художника Пабло Пікассо.

## Структура
Гершвін побудував свого «Американця в Парижі» на темі мелодійної пісні «Very Parisienne», написаної 1926 року під час його першого візиту до Парижу як подарунок Роберту і Мабель Ширмер, господарям будинку, в якому проживав.
Гершвін  назвав цю п'єсу «рапсодичним балетом», бо їй властивий вільний розвиток музичного матеріалу і написана сучаснішою мовою, ніж його попередні роботи. Гершвін пояснив у журналі «Музична Америка»: «Моя мета тут — зобразити враження американського туриста від Парижу, коли він прогулюється містом, слухає різні вуличні шуми і вбирає французьку атмосферу».
«Американець у Парижі» складається з п'яти розділів, які утворюють разом складну тричастинну форму. Перший епізод «А»  Гершвіна представляє дві основні «блукаючі» теми в темпі Allegretto grazioso, з яких далі витікає  третя в темпі Subito con brio. Перша частина поеми написана у типовому французькому стилі, близькому до стилю композиторів Клода Дебюссі та Леза Сікса. У цій частині представлені дводольний метр, співочі ритми та діатонічні мелодії зі звуками гобою, англійського ріжка та ріжків таксі. Andante ma con ritmo deciso із середньої представляє американський блюз. Наступний розділ (Allegro) продовжує висловлювати тугу за домівкою у швидшому дванадцятитактовому блюзі. У секції «B» Гершвін використовує звичайний метр, синкоповані ритми і блюзові мелодії зі звуками труби, саксофона та малого барабана. Реприза першої частини проводиться у темпі Moderato con grazia. Після репризи «блукаючих» тем Гершвін накладає повільну блюзову тему з розділу «B» в коді (Grandioso).

## Рецензії та критика
Гершвіну не дуже сподобалася інтерпретація Волтера Дамроша на світовій прем'єрі «Американця в Парижі». Він заявив, що доволі повільний темп Дамроша змусив його вийти із зали під час ранкового виконання цього твору. За словами Едварда Кушінга, аудиторія відреагувала «демонстрацією вражаюче щирого ентузіазму на відміну від звичайних оплесків, які здебільшого викликає нова музика, хороша чи погана». Критики вважали, що «Американець у Парижі» написаний краще, ніж його «Концерт in F». Присутні на прем'єрі не очікували  почути у п'єсі   музику класичних композиторів:  Сезара Франка, Ріхарда Вагнера чи Гільома Леке. Гершвін відповів критикам: "Це не симфонія Бетховена, уявіть собі… Це гумористична п'єса, в ній немає нічого урочистого. Вона не призначена для сліз. Якщо вона сподобається симфонічній публіці як легка, весела п'єса, то ця серія  музично виражених вражень вдалася ".

## Склад оркестру
- Флейта Пікколо
- 2 флейти
- 2 гобоя
- Англійський ріжок
- 2 кларнети in B
- Бас-кларнет in B
- 2 фаготи
- Контрафагот
- 4 валторни
- 3 труби in F
- 3 тромбони
- Туба
- Литаври
- Малий та великий барабани
- Трикутник
- Вудблоки
- Ретчет
- Цимбали
- Низький і високий тамтами
- Ксилофон
- Глокеншпіль
- Челеста
- 4 автомобільні ріжки (in A, B, C і D),
- Саксофони сопрано
- Альтовий саксофон
- Теноровий саксофон
- Баритоновий саксофон
- Струнні

Хоча наприкінці 1920-х — на початку 1930-х років більшість глядачів чули гудки таксі з використанням нот A, B, C і D, у науковій літературі цей факт був опублікований лише у 2010-ті роки. За американською системою літерної клавіатурної нотації звукова висота автомобільних ріжків фіксувалася на нотах As4, B4, D5 та A4. Також є версія, що, позначаючи ріжки таксі кружечками A, B, C та D, Гершвін мав на увазі чотири ріжки, а не ноти, які вони грали.
Істотна переробка твору композитором та аранжувальником Ф. Кемпбеллом-Уотсоном спростила склад оркестру, скоротивши кількість саксофонів до трьох інструментів: альта, тенора та баритона. Дублювання сопрано-саксофона було видалено, щоб уникнути заміни інструментів, а також був видалений контрафагот. Таке виконання  було стандартним до 2000 року, коли американський музикознавець Джек Гіббонс зробив свою власну реставрацію оригінального оркестрування «Американця в Парижі»; працюючи безпосередньо з оригінальним рукописом Гершвіна, відновив сопрано-саксофон Гершвіна і частини, вирізані в редакції  Кемпбелла-Уотсона. Відновлене оркестрування Гіббонса «Американця в Парижі» було виконане в лондонському Королівському залі Єлизавети 9 липня 2000 року оркестром Оксфордського Сіті під керівництвом Левона Парикяна.
Клавір пєси був створений Вільямом Мерріганом Делі і опублікований видавництвом New World Music в 1929 році.

## Відображення у кінематографі
У 1951 році кінокомпанія Metro-Goldwyn-Mayer випустила фільм-мюзикл «Американець у Парижі» з Дженом Келлі та Леслі Кероном у головних ролях. Того ж року він здобув премію «Оскар» у номінації «Найкращий фільм». Ідея застосувати музику Гершвіна прийшла продюсеру фільму Вінсенту Мінеллі: у фільмі використані фрагменти ряду інших творів Гершвіна, а також танцювальна секвенція, складена на тему симфонічної поеми «Американець у Парижі», аранжована Джонні Гріном.

## Рекомендована література
- Rimler, Walter. George Gershwin — An Intimate Portrait. Urbana, University of Illinois Press, 2009. chapter 6: Paris, pp. 28-33. [Архівовано 21 січня 2022 у Wayback Machine.]